# Othniel Charles Marsh
Othniel Charles Marsh (Lockport (New York), 29 oktober 1831 – New Haven (Connecticut), 18 maart 1899) was een Amerikaans paleontoloog.
Geboren in Lockport in een vrij welgestelde familie, was Charles Marsh (hij haatte de naam "Othniel") een vrij trage leerling, van wie de magere schoolprestaties niet de toekomstige grootheid als wetenschapper zouden doen vermoeden. Toen het hem echter in zijn vroege volwassenheid duidelijk werd dat de enige hoop op een financieel zekere toekomst hierin gelegen was dat hij in het gevlij zou komen bij zijn schatrijke oom van moederszijde, de filantroop George Peabody, maakte hij alsnog zijn middelbare school af, de Phillips Academy, voltooide in 1860 een studie aan de Yale-universiteit, studeerde geologie aan de Sheffield Scientific School te Newhaven en vertrok toen naar Duitsland om aldaar anatomie te studeren in Heidelberg. Zijn oom had namelijk een grote bewondering voor eruditie – en bekostigde dit alles dan ook ruimhartig.
Toen hij in 1866 terugkeerde naar de Verenigde Staten van Amerika, overtuigde hij zijn vermogend familielid van de noodzaak tot het oprichten van het Peabody Museum of Natural History aan Yale, waarvan Marsh zelf in de rang van professor het eerste hoofd zou worden. In die tijd waren er vrijwel geen beroepspaleontologen in Amerika en Marsh deed er alles aan om de reputatie van zijn instituut te bevorderen en zichzelf tot de meest vooraanstaande paleontoloog van het land te maken. De beste manier om dat te bewerkstelligen was natuurlijk het vinden van nieuwe spectaculaire fossielen. Marsh had wat dat betreft veel geluk. De eroderende woestenijen in het westen, die toen systematisch onderzocht werden op de aanwezigheid van winbare ertslagen, waren ideaal voor het doen van paleontologisch onderzoek.
Tussen 1870 en 1893 (toen hij in financiële moeilijkheden kwam door de crash van datzelfde jaar) trokken Marsh of (in toenemende mate) zijn medewerkers eropuit om zijn verzamelingen te verrijken. Fossiele zoogdieren werden gevonden uit het Tertiair (het huidige Paleogeen en Neogeen); fossiele dinosauriërs en pterosauriërs uit de Jura en het Krijt. Alleen al tussen 1868 en 1882 gaf Marsh tweehonderdduizend dollar uit aan het aankopen van fossielen.
Tijdens zijn eerste expedities werd het Marsh duidelijk hoe schandalig de Indianen door de overheid behandeld werden. Hij stelde de wantoestanden publiekelijk aan de kaak, wat hem de blijvende vriendschap van de Dakota opleverde.
Maar Marsh maakte ook een vijand. De paleontoloog Edward Drinker Cope had de hinderlijke gewoonte om vindplaatsen die door Marsh ontdekt waren, ook door zijn eigen teams te laten uitkammen. Marsh was zeer bezitterig en zelfs ziekelijk jaloers. Hij ontwikkelde al snel een diepe afkeer van zijn rivaal, die hij op alle mogelijke manieren begon dwars te zitten. Iedere aanstelling van Cope probeerde hij te blokkeren. Nieuwe soorten werden minimaal omschreven, uit angst dat Cope eerder zou publiceren. Als zijn eigen teams een groeve verlieten, moesten ze die opblazen om te voorkomen dat Cope er nog iets zou vinden. Deze rivaliteit (de beruchte Bone War(s)) werd later in de pers breed uitgemeten, waarbij beide heren elkaar grovelijk belasterden. Voor de paleontologie leverde dit een amusant onderwerp voor latere historici op en een recordaantal nieuwe soorten — waarvan een belangrijk deel later toch niet als zodanig gehandhaafd kon worden: Marsh had zowat ieder skelet een eigen soort gegeven.
Marsh overleed, ongetrouwd en kinderloos, aan de gevolgen van een longontsteking.
- Bibliothèque nationale de France: cb12391952s (data)
- CiNii: DA13118852
- Gemeinsame Normdatei: 116792469
- International Standard Name Identifier: 0000 0001 2123 121X
- Library of Congress Control Number: n79128954
- National Archives and Records Administration: 10581726
- Nationale Bibliotheek van Tsjechië: xx0317609
- Nationale bibliotheek van Australië: 35329588
- Nationale Bibliotheek van Israël: 987007265044105171
- Nederlandse Thesaurus van Auteursnamen: 183736974
- Réseau des bibliothèques de Suisse occidentale: 02-A003564631
- SNAC: w6xw4m5c
- Système universitaire de documentation: 033008825
- Museum of New Zealand Te Papa Tongarewa: 41294
- Trove: 913774
- Virtual International Authority File: 19761195
- WorldCat: E39PBJjxt9bPm8mcfmcwCMVDMP

1. ↑  Find a Grave.